# Eisenhüttenstadt
Eisenhüttenstadt — literalment «Ciutat de la foneria de ferro» — és una ciutat alemanya de l'estat federat de Brandenburg, a la ribera del riu Oder, prop de la frontera amb Polònia, amb els seus 31.132 habitants (12/2010). La ciutat va ser fundada el 1950 pel govern de la República Democràtica Alemanya com un model de ciutat socialista; durant un temps va tenir el nom de Stalinstadt. Eisenhüttenstadt està agermanada amb les localitats de Saarlouis (Alemanya), Głogów (Polònia), Drancy (França) i Dimitrovgrad (Bulgària).